# Güngören
 (avril 2023).
Si vous disposez d'ouvrages ou d'articles de référence ou si vous connaissez des sites web de qualité traitant du thème abordé ici, merci de compléter l'article en donnant les références utiles à sa vérifiabilité et en les liant à la section « Notes et références ».
Güngören est l'un des 39 districts de la ville d'Istanbul, en Turquie. C'est, en superficie, le plus petit district du pays. En 2022, sa population s'élève à 282 692 habitants.

## Administration
Le district de Güngören est divisé en 11 quartiers :
- Abdurrahman Nafiz Gürman
- Akıncılar
- Gençosman
- Güneştepe
- Güven
- Haznedar
- Mareşal Çakmak
- Mehmet Nesih Özmen
- Merkez
- Sanayi
- Tozkoparan